# Yurisel Laborde
Yurisel Laborde, född den 18 augusti 1979, är en kubansk judoutövare.
Hon tog OS-brons i damernas halv tungvikt i samband med de olympiska judotävlingarna 2004 i Aten.